# جورج تومسون (لاعب كريكت)
جورج تومسون (بالإنجليزية: George Thompson)‏ (و. 1877 – 1943 م) هو لاعب كريكت ، وحكم كركيت ‏ من المملكة المتحدة، والمملكة المتحدة لبريطانيا العظمى وأيرلندا . توفي عن عمر يناهز 66 عاماً.كان خطيبًا وناشطًا بريطانيًا مناهضًا للعبودية، تجول ملقيًا محاضرات وعمل من أجل وضع تشريعات أثناء شغله منصب عضو في البرلمان. يمكن القول أنه كان أحد أهم الدعاة لإلغاء العبودية والمحاضرين في حقوق الإنسان في المملكة المتحدة والولايات المتحدة.

## التعليم
تعلم في Wellingborough School ‏

## جوائز
حصل على جوائز منها:

لاعب كريكت ويسدن للسنة ‏

## روابط خارجية
- جورج تومسون على موقع إي آس بي آن كريك إنفو (الإنجليزية)